# Волшебный куст
«Волшебный куст» (англ. The Magic Bush) — пятый эпизод восемнадцатого сезона «Южного Парка». Эпизод вышел 29 октября 2014 года на канале Comedy Central в США.

## Сюжет
Стивен Стотч приобретает беспилотный компактный квадрокоптер (дрон). Баттерсу запрещено его брать в отсутствии отца, но он случайно проговаривается о нём Картману. Картман убеждает Баттерса взять дрон и они втроём (вместе с Кенни) отправляются его запускать. Первой (и единственной) вещью, привлёкшей ребят в полёте, оказывается окно спальни дома Крэйга, где раздевается его мать. Камера дрона запечатлевает этот процесс и естественные прелести мамы Крейга. На следующий день Картман выкладывает в Интернет снятое дроном видео.

## Примечательные факты
- В школе всё ещё остается отдельный туалет для трансгендеров, сделанный в третьем эпизоде специально для Картмана.
- Авторы иронизируют над широко распространенной в США практикой Neighborhood watch, «соседского патруля», формируемого жителями для присмотра за округой. Обычно эффективность таких образований не очень высока, но повышает самооценку их участников и позволяет отлично проводить время. В серии семантически обыгрывается многозначность английского слова «watch» — наблюдать не столько за порядком у соседей, сколько за самими соседями: не патруль, а подсматривание.
- Основой сюжета серии стали Беспорядки в Фергюсоне, когда очередное убийство полицейским чернокожего жителя привело к расовым волнениям и насилию.
- Серия пародирует многочисленные фантастические фильмы о бунте машин.